# Seigneurie de Banias
La seigneurie de Banias est un des arrière-fiefs du royaume de Jérusalem. Située à l'est de la seigneurie de Toron, elle dépend de la principauté de Galilée.
Banias fut donné par les Assassins à Baudouin II en 1128, qui en inféoda Rénier Brus. Elle passa ensuite par mariage à Onfroy II de Toron, qui en donna la moitié en 1157 à l'Ordre de l'Hôpital. Nur ad-Din en fit la conquête en 1167, et emprisonna Josselin III d'Édesse. Josselin  restera en captivité jusqu'en 1176. À sa libération, il reprendra une partie de ses domaines.

## Liste des seigneurs
- 1128-1148 : Renier Brus
- 1148-1157 : Onfroy II de Toron, gendre du précédent
  - 1157-1167 : Ordre de l'Hôpital
  - 1167-1176 : conquis par Nur-ad-Din
- 1176-1187 : Josselin III d'Édesse